# Thermae Romae
A Thermae Romae (テルマエ・ロマエ; Hepburn: Terumae Romae) (stilizálva: Thermæ Romæ) japán mangasorozat, amelynek írója Jamazaki Mari. A mű elnyerte a harmadik Manga taisót, illetve a tizennegyedik Tezuka Oszamu Kulturális Díj elbeszélés kategóriáját. A manga észak-amerikai terjesztési jogait a Yen Press szerezte meg.
A Fuji TV egy élőszereplős filmadaptációt is készített, amelyet 2012. április 28-án mutattak be. Ez 2014-ben Thermae Romae II címmel egy folytatást is kapott. A DLE gyártásában egy animeadaptáció is készült, melyet a Fuji TV noitamina műsorblokkjában adtak le 2012 januárjában. Az anime észak-amerikai terjesztési jogait a Discotek Media szerezte meg, míg az ausztrált a Siren Visual.

## Cselekmény
A történet középpontjában egy Lucius nevű római építész áll, aki nem igazán tud megoldást találni a munkái során felmerő problémákra. Egy nap egy rejtett alagutat fedez fel egy római fürdő alatt, ami egy modern japán fürdőházba vezeti. Az ott látott megoldások hatására megnyitja a saját fürdőjét, a Roma Thermaét, amit a modern ötleteket követve alakít ki.
Mindegyik fejezetben Lucius valamiféle problémába ütközik, amikre a megoldást Japánban találja meg. Modern fürdőházakat, személyes fürdőket, élményfürdőket, termékenység fesztiválokat és még állatkerteket is meglátogat, ahol mindig megtalálja az otthoni problémákra a megoldást.

## Szereplők
Lucius Modestus (ルシウス・モデストゥス; Hepburn: Rushiusu Modesutusu)
Szinkronhangja: Frogman  (japán)
Római építész, aki modern japán fürdőket fedez fel, amikről úgy gondolja, hogy a „lapos arcú rabszolgák” fürdői. Az azokban látott megoldásokat használja fel később az otthoni munkái során.
Marcus Pietras (マルクス・ピエトラス; Hepburn: Marukusu Pietorasu)
Szinkronhangja: Tócsi Hiroki  (japán)
Hadrianus (ハドリアヌス; Hepburn: Hadorianusu)
Szinkronhangja: Ócuka Akio  (japán)
Lepidus (レピドゥス; Hepburn: Repidusu)
Szinkronhangja: Sirokuma Hirosi  (japán)

## Anime
Egy flash animeadaptáció is készült a DLE gyártásában, melyet a Fuji TV noitamina műsorblokkjában adtak le 2012. január 12-e és január 26-a között. A sorozat 2012. április 20-án Blu-ray lemezen is megjelent egy új epizóddal karöltve. A sorozat záró főcímdala a Chatmonchy Thermae Roman (テルマエ・ロマン; Hepburn: Terumae Roman) című száma. A Siren Visual 2012 októberében kiadta a sorozatot Ausztráliában angol nyelven feliratozva, míg a Discotek Media 2013 októberében Észak-Amerikában.

### Epizódlista
| # | Epizód címe                                                               | Első japán sugárzás |
| --- | ------------------------------------------------------------------------- | ------------------- |
| 1 | Toki vo kakeru rómadzsin (時をかけるローマ人, ’Az idő fölött járó római’) | 2012. január 12.    |
| 1 | Hakucsó no mizúmi (白鳥の湖, ’Hattyúk tava’)                              | 2012. január 12.    |
| 128-ban, Rómában a Lucius Modestus nevű római építész nem képes egyetlen újszerű ötlettel előállni a munkáival kapcsolatban. Miközben egy fürdőházban elmélkedik egy különös lefolyót vesz észre, ami segítségével a modern Japánban bukkan fel. Új környezetétől összezavarodva lenyűgözőnek találja az ottani emberek találmányait, így például a gyümölcs ízesítésű tejet. Ezen újítások felhasználásával egy hatalmas sikernek örvendő fürdőt nyit Rómában. Egy évvel később Lucius megbízást kap egy beteg embertől, hogy építsen egy kültéri fürdőt a Vezúv tövében. Miközben Lucius egy meleg vizű forrást vesz szemügyre, megint visszakerül a modern Japánba, ezúttal egy termálfürdőbe, ahol megkóstolja a főtt tojást és a szakét. Ezen újítások segítségével a beteg férfi új erőre kap.                                                                      |                                                                           |                     |
| 2 | Shampoo Hat (シャンプーハット, ’Sampon sapka’)                            | 2012. január 19.    |
| 2 | Kótei no júucu (皇帝の憂鬱, ’A császár melankóliája’)                     | 2012. január 19.    |
| Ahogy Lucius meghallja, hogy az emberek az otthonukhoz közelebb eső fürdőket szeretnének, ismét Japánban köt ki, ez alkalommal valaki fürdőkádjában. A ház tulajdonosa külföldi gondozónak véli Luciust, aki még többet megtud a modern komfortokról. Miután az új tapasztalatait követve megépít egy fürdőt, a találmányának híre eljut Hadrianus császár fülébe. Mielőtt a császár rezidenciája felé venné az irányt, erős hasmenése lesz, de nem várakoztathatja meg az uralkodót. Végül a császár új építésze lesz, azonban úgy érzi, hogy nem érdemelte ki ezt a megtiszteltetést. Nem sokkal később újra a modern Japánban tér magához, ez alkalommal egy WC-bemutatóteremben, ahol szemügyre vesz egy tengeri életet bemutató digitális televíziót (amit ő egy akváriumnak gondol), illetve egy modern bidét. Újdonsült tudásával megépítteti ezeket a császárnak. |                                                                           |                     |
| 3 | Ju no csikara (湯のちから, ’A fürdők ereje’)                              | 2012. január 26.    |
| Luciust a Vezúv tövében található meleg vizű forrásokhoz küldik, hogy ott építtessen fel néhány közfürdőt, amely során jó útra térít néhány ott tanyázó banditát. Amikor a vízben elmerül, ismét a modern Japánban találja magát, ahol ez alkalommal egy közfürdőkkel teli városban találja magát. Ott megízleli egy céllövölde és egy rámen kifőzde gyönyöreit, mielőtt néhány szuvenír társaságában visszatér Rómában, ahol egy fürdőkkel teli falut építtet fel. |                                                                           |                     |

## Film

### Szereplők
- Abe Hirosi — Lucius[13]
- Ueto Aja — Jamakosi Mami[13]
- Kitamura Kazuki — Ceionius[13]
- Takeucsi Riki — Tateno[13]
- Sisido Kai — Antoninus[13]
- Szaszano Takasi — Jamakosi Súzo[13]
- Icsimura Maszacsika — Hadrianus[13]
- Kimura Midoriko — Jamakosi Jumi[13]
- Kacuja as Marcus[13]

### Fogadtatás
A film 2012. július 29-ig 74 091 903 amerikai dollárnyi bevételt hozott.
A Thermae Romae 1 498 789 hongkongi dollárnyi bevételt hozott Hongkongban.
A filmet 2012 szeptemberében mutatták be Észak-Amerikában a Torontói Nemzetközi Filmfesztiválon.